# Comoliopsis neblinae
Comoliopsis es un género monotípico de plantas fanerógamas pertenecientes a la familia Melastomataceae. Su única especie: Comoliopsis neblinae Wurdack, es originaria de Brasil. Es originaria de Venezuela en la frontera con Brasil donde se encuentra en el Cerro de la Neblina: Planicie de Zuloaga, en el Río Titirico; a una altitud de 2300 metros.

## Taxonomía
El género fue descrito por John Julius Wurdack y publicado en Acta Botanica Venezuelica 14(3): 23, en el año 1984.